# Phytomyza sedicola
Phytomyza sedicola är en tvåvingeart som beskrevs av Erich Martin Hering 1924. Phytomyza sedicola ingår i släktet Phytomyza och familjen minerarflugor. Arten är reproducerande i Sverige. Inga underarter finns listade i Catalogue of Life.